# 穆拉德·哈吉耶夫
穆拉德·斯坦尼斯拉沃维奇·哈吉耶夫（羅馬化：Murad Stanislavovich Gadzhiyev；1961年7月3日—）是俄罗斯政治人物，第六届、第七届和第八届国家杜马的代表。
2000年，他获得了农业副博士学位。1993年，哈吉耶夫成为杰尔宾特干邑白兰地工厂的厂长。后来他成为达吉斯坦共和国人民议会代表。2011年，他当选第六届国家杜马代表。2016年和2021年，他分别连任第七届和第八届国家杜马议员。

## 制裁
哈吉耶夫于2022年因俄乌战争而受到英国政府制裁。